# SPOT
SPOT, of voluit Satellite Pour l'Observation de la Terre, is de naam van een serie commerciële observatiesatellieten, gelanceerd door de Franse ruimtevaartorganisatie CNES. De SPOT-constellatie is ontstaan vanuit een samenwerkingsverband tussen Frankrijk, Zweden en België.

## Satellietconstellatie
- SPOT 1, lancering op 22 februari 1986 (defect vanaf 31 december 1990)
- SPOT 2, lancering op 22 januari 1990 (defect)
- SPOT 3, lancering op 26 september 1993 (defect vanaf 14 november 1997)
- SPOT 4, lancering op 24 maart 1998 (defect 2013)
- SPOT 5, werd gelanceerd op 4 mei 2002 (defect 2015)
- SPOT 6, werd gelanceerd op 9 september 2012 (operationeel)
- SPOT 7 (Azersky), werd gelanceerd op 30 juni 2014, verkocht aan het Azerbeidzjans ruimteagentschop Azercosmos.[1] (defect vanaf 17 maart 2023)

### Omloopbaan
Het door SPOT-satellieten verzameld beeldmateriaal is onderling vergelijkbaar. De satellieten zijn hiervoor in fase gebracht. Dit wil zeggen dat ze allemaal dezelfde snelheid (inclinatiehoek 98,7 graden) en dezelfde baan ten opzichte van het evenaarsvlak doorlopen.
De baan van SPOT is zonsynchroon wat wil zeggen dat de hoek ten opzichte van de as Aarde-Zon nagenoeg hetzelfde blijft.
De baan is nagenoeg cirkelvormig met het perigeum vlak bij de noordpool. Op 45 graden noorderbreedte is de afstand tot de aarde dan 822 kilometer. SPOT-satellieten doen exact 26 dagen over 369 banen om de aarde. De baanperiode is 101,5 minuten. Met drie SPOT-satellieten kan telkens een punt boven de draaiende aarde worden vergeleken met een half uur geleden.
| Modus             | Band | Spectrale band             | Resolutie                        |
| ----------------- | ---- | -------------------------- | -------------------------------- |
| Multispectraal    | B1   | 0,50 - 0,59 µm (groen)     | 10 x 10 m                        |
| Multispectraal    | B2   | 0,61 - 0,68 µm (rood)      | 10 x 10 m                        |
| Multispectraal    | B3   | 0,79 - 0,89 µm (nabij-IR)  | 10 x 10 m                        |
| SWIR              |      | 1,58 - 1,75 µm (midden-IR) | 20 x 20 m                        |
| M - monospectraal | PAN  | 0,51 - 0,73 µm             | 5 x 5 m (of 2,5 m in supermodus) |

## Toepassingen
De SPOT-satellieten kunnen gedetailleerde beelden (kleinste details 2,5 meter) van ieder deel van de aarde maken. Hiermee kan men informatie verzamelen en voorspellingen doen over natuurlijke hulpbronnen, natuurverschijnselen en landbouw. Ook cartografie en defensietoepassingen zijn mogelijk. In de jaren 90 werd het SPOT programma opgevolgd en aangevuld door het militaire Helios programma. Daaropvolgend startte in 2008 het Europese militaire MUSIS programma.
- Library of Congress Control Number: sh85126962
- Nationale Bibliotheek van Israël: 987007282191805171